# Danilo Blanuša
Danilo Blanuša (Osijek, 7. prosinca 1903. – Krapinske Toplice, 8. kolovoza 1987.) bio je jedan od najvećih hrvatskih matematičara 20. stoljeća.

## Životopis
Rođen 1903. u Osijeku u obitelji austrougarskog časnika. Od 1907. do 1912. živio u Beču, gdje je i pohađao prva tri razreda osnovne škole. Četvrti razred završava u Zagrebu, kao ih 6 razreda realne gimnazije, a preostala 2 pohađa u Osijeku, gdje je i maturirao (današnja III. gimnazija, zvana "matematička"). Studij elektrotehnike započeo u Zagrebu, a nastavio u Beču, gdje je dodatno studirao i brojne matematičke kolegije. Zato je diplomirao tek 1934.
Nakon diplomiranja, Blanuša se zaposlio u domovini na zagrebačkoj Električnoj centrali, najprije kao pogonski inženjer, a zatim kao predstojnik baždarnice električnih brojila, te kasnije kao šef odjela brojila. Godine 1942. na Tehničkom fakultetu u Zagrebu predaje svoj rad “Jedna vrst integralnih teorema Besselovih funkcija” kao doktorsku disertaciju iz matematičkih znanosti; obranio ju je 12. veljače 1943. Od 1944. godine do kraja II. svjetskog rata bio je izvanredni profesor matematike na Tehničkom fakultetu u Zagrebu. 
Nakon II. svjetskog rata na zagrebačkom su Sveučilištu bila poništena sva imenovanja iz ratnog razdoblja, pa je Blanuša najprije bio bez stalnog zaposlenja iako je ostao
honorarni docent, dok 1947. godine nije ponovno imenovan za izvanrednog profesora, a 1949. za redovitog profesora. Od tada je bio i predstojnik Zavoda za primijenjenu matematiku, najprije Tehničkog, a poslije Elektrotehničkog fakulteta Sveučilišta u Zagrebu, sve do odlaska u mirovinu 1975. godine, nakon čega još neko vrijeme ostaje savjetnikom toga fakulteta.

## Djela
Istraživački rad mu zadire u specijalne funkcije (Besselove funkcije), diferencijalnu geometriju (napose izometrička smještanja hiperboličkih prostora u euklidske), teoriju grafova, teoriju relativnosti, teorijsku fiziku i teorijsku elektrotehniku, fenomenološku termodinamiku i drugo.
Blanušina smještenja hiperboličkih prostora
Blanušini najvažniji radovi odnose se na izometrična smještenja pseudo-Riemannovih mnogostrukosti u Euklidske i Hilbertove prostore. U najcitiranijem radu konstruirao je smještenje hiperboličke (Lorentzove) 2-dimenzionalne ravnine u 6-dimenzionalni Euklidski prostor, i za sve {\displaystyle n\geq 2}, drugu konstrukciju {\displaystyle n}-dimenzionalnog hiperbličkog prostora u {\displaystyle 6n-5}-dimenzionalni Euklidski prostor. U ranijem radu demonstrirao je smještenja {\displaystyle n}-dimenzionalnog hiperboličkog prostora u separirani Hilbertov prostor.  

#### Blanušini grafovi
Nazivaju se i Blanušini snarkovi. To su grafovi sa sljedećim svojstvom: iz svakog vrha izlaze po tri grane (trivalentni graf) čije je grane nemoguće obojiti s tri boje tako da iz svakog vrha izlaze sve tri boje, odnosno kraće trivalentni grafovi koji nisu 3-obojivi. Otkrio je dva grafa i objavio ih je u svom radu Problem četiriju boja, objavljen u Glasnik Mat.-Fiz. 1946. godine. Bili su to drugi i treći poznati graf s navedenim svojstvom. Prvi poznati bio je Petersenov graf; poznat od 1886., svojstvo dokazano 1898. godine. U krugu matematičara koji su tada bili bliski takvim objektima i problematici vezanoj uz nju držalo se da je Petersenov graf jedini graf tog tipa. Blanušin graf je bio izložen na velikoj izložbi "Znanost u Hrvata, prirodoslovlje i njegova primjena", održanoj u Zagrebu, od lipnja do listopada 1996. godine.

#### Blanušina lema
U svom radu Problem četiriju boja iz 1946. Blanuša je dao svoj dokaz ekivalencije problema četiriju boja za područja s tromeđama i problema triju broja za trivalentne planarne grafove bez mostova, koja je prvotno dokazana 1880. Taj njegov dokaz bazirao se na lemi koja je bila nova činjenica. U to vrijeme Blanuša nije bio toga svjestan. Tako je profesor W. T. Tutte u radu Network-colourings, objavljenom u Math. Gazette 1948. prezentirao Blanušinu lemu.
Presiječemo li neke grane trivalentnog i 3-obojivog grafa postići ćemo da se u nekom koraku taj graf raspadne na dva dijela, tj. postane nepovezan. Nazovimo taj postupak "siječenje grana". Neka je graf obojen crvenom, bijelom i plavom bojom, te neka smo u nekom siječenju presjekli c crvenih, b bijelih i p plavih grana. Blanušina lema kaže da su za svako siječenje grana brojevi c, b, p istog pariteta, tj. ili su sva tri parna, ili su sva tri neparna.

#### Blanušina operacija
Blanuša je jednom rečenicom u svojem radu Problem četiriju boja iz 1946. zabilježio da je graf dobio iz dvaju Petersenovih grafova "izbacivanjem dvaju čvorišta", u čemu je zapravo bila skrivena jedna operacija među grafovima. R. Isaacs je tu operaciju formalizirao i nazvao dot product.
1975. godine našao je Isaacs dva beskonačna niza trivalentnih grafova koji nisu 3-obojivi i objavio je to u radu Infinite families of nontrivial trivalent graphs which are not Tait colorable. Ta dva beskonačna niza generirao je primjenjujući operaciju dot product. U tom smislu je Blanušin graf B=P*P, gdje P označava Petersenov graf, B Blanušin graf, a zvjezdica u sredini spomenutu operaciju dot product.

## Zanimljivosti
- Na Elektrotehničkom fakultetu u Zagrebu, a pred ulazom u Zavod za primijenjenu matematiku, na Blanušinu je inicijativu postavljena mramorna ploča s uklesanim natpisom na starogrčkom jeziku, kakav je bio na Platonovoj akademiji:  “Neka ne ulazi nitko tko ne poznaje geometriju”. (U današnjim okolnostima, to bi značilo "...tko ne poznaje matematiku".)

- Blanušin graf nalazi se u logotipu Hrvatskoga matematičkog društva (HMD).

- Blanuša je u svom epohalnom radu korigirao Planckove transformacijske formule za količinu topline i apsolutnu temperaturu relativističke fenomenološke termodinamike.

- Vladimir Devidé napisao je: "...Svoju knjigu “Matematička čitanka” posvetio sam Danilu Blanuši svjestan da mu time nisam vratio ništa za sve ono što sam osjećao da mu dugujem.

## Vanjske poveznice
1. 1 2 3 4  Arhivirana kopija. Inačica izvorne stranice arhivirana 18. veljače 2020. Pristupljeno 10. ožujka 2019. journal zahtijeva |journal= (pomoć)CS1 održavanje: arhivirana kopija u naslovu (link)
2. ↑  Blanuša, Danilo. 1955. Über die Einbettung hyperbolischer Räume in euklidische Räume. Monatshefte für Mathematik. str. 217–229. doi:10.1007/BF01303796>
3. ↑  D. Blanuša, Eine isometrische und singularitätenfreie Einbettung des {\displaystyle n}-dimensionalen hyperbolischen Raumes im Hilbertschen Raum. Monatsh. f. Math. 57 (1953) 102–108.

- Arhivirana inačica izvorne stranice od 3. travnja 2016. (Wayback Machine) Akademik Danilo Blanuša (članak iz MIŠa 19/2003., autor Vladimir Devidé)